# Lorenz Beger

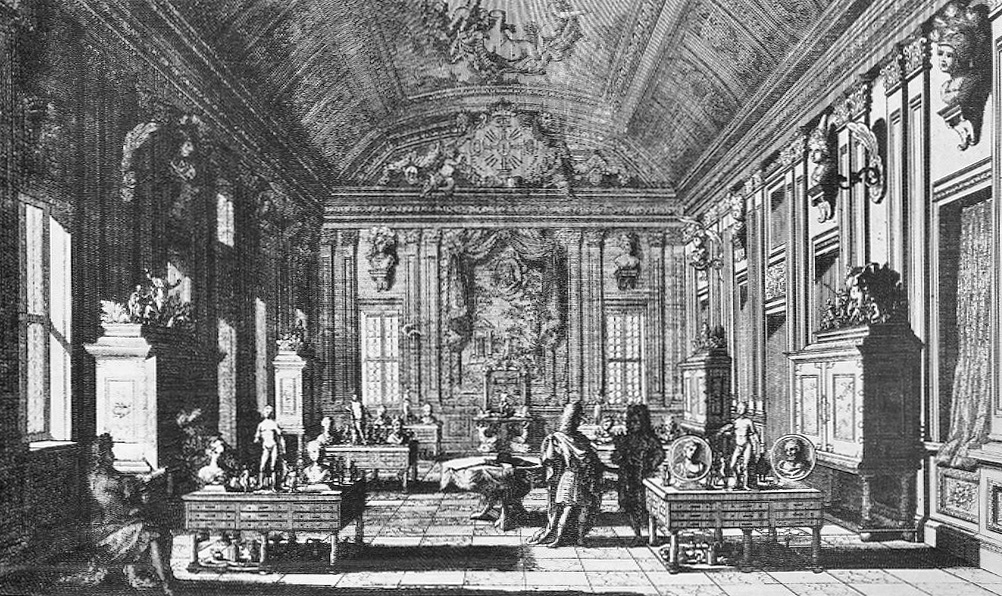
Münz- und Antikenkabinett im Berliner Stadtschloss (Lorenz Beger, Thesaurus Brandenburgicus 1696)

Lorenz Beger, noto anche con lo pseudonimo di Daphnaeus Arcuarius (Heidelberg, 19 aprile 1653 – Berlino, 20 febbraio 1705), è stato un giurista, numismatico e archivista tedesco.

## Biografia
Lorenz Beger era figlio di un consigliere ed ex conciatore. Dal 1669 studiò all'Università della sua città dapprima teologia, poi scienza del diritto e infine nel 1675 fu licenziato in giurisprudenza. Poco dopo ricevette dal conte palatino Carlo I Luigi l'incarico di bibliotecario di corte a Heidelberg. Da qui fu presto promosso a conservatore del Gemmen- und Münzkabinett (gabinetto delle gemme e monete). Fu anche coinvolto in un delicato incarico di diritto. Con lo pseudonimo Daphnaeus Arcuarius compilò su incarico del conte palatino uno scritto per la difesa della poligamia con il titolo Kurtze/ Doch unpartheyisch- und Gewissenhaffte Betrachtung Deß In dem Natur- und Göttlichen Recht gegründeten Heiligen Ehstandes: In welcher Die seither strittige Fragen Vom Ehbruch/ Der Ehscheidung/ Und sonderlich Von dem vielen Weiber-nehmen/ Mit allem beyderseits gegebenen Beweißthumb/ Dem Christlichen Leser vorgestellet werden, per la difesa del matrimonio morganatico con Marie Luise von Degenfeld, una ex dama di camera della contessa palatina. Dopo la moete del conta palatino ebbe rapporti tesi con il nuovo principe Carlo II del Palatinato, che voleva costringerlo a ritirare il suo libro.
Beger alla corte di Heidelberg fu anche librettista: la sua produzione è in pezzi come Heyrath Zwischen Cupido Und Psyche (eseguito il 20 gennaio 1682) e Die Uber alle Tugende Triumphirende Tugend Der Beständigkeit (febbraio 1684).
Del suo lavoro come bibliotecario rimane il catalogo, pubblicato nel 1685 Thesaurus ex Thesauro Palatino selectus in cui sono esposte gemme, monete a le antichità più importanti della collezione dei principi del Palatinato. Dopo la morte del principe nello stesso anno e la conseguente estinzione della linea dei Pfalz-Simmern, nel 1686 entrò a far parte nel 1686 come camerlengo dell'arte alla corte di principe del Brandeburgo Federico III, poi re Federico I di Prussia, a Berlino. Qui poté concentrarsi sullo studio delle scienze delle antichità.
Durante il suo mandato si ebbe l'acquisto di scultura antica della collezione romana Bellori, che è arrivato a Berlino nel 1698, e di altre collezioni  (Johannes Gebhard Rabener, Ratsherr; Paul Werner, Maler; Raimund Faltz)
La riorganizzazione del Kunstkammer al Berliner Schloss nel 1703 fu influenzata in modo significativo da Beger e in parte fu usato un approccio di sistematizzazione storica. Il suo successore come antiquario della collezione fu il nipote Johann Carl Schott.

### Contributi
Oltre alla sua attività per le collezioni di antichità di Heidelberger e Berlin Berger è particolarmente noto per i suoi scritti di numismatica e filologia.
Si pone nella linea del suo insegnante di Heidelberg Ezechiel Spanheim, uno dei più importanti numismatici del XVII secolo.
Il contributo più importante di Beger è il chiarimento e la differenziazione di motivi mitologici nell'arte antica e nella compilazione di memorie su diverse saghe, tra cui le figure di Meleagro (1696), Alcesti (1703), Ulisse (1703) ed Eracle (1705).
La sua edizione commentata di Floro, che eseguì su indicazione del principe, fu stampata nel 1704 incompiuta. Il monumentale Thesaurus Brandenburgicus selectus (1696–1701), in cui è illustrata una grande scelta della raccolta di antichità berlinese, costituisce il suo lavoro principale accanto al suo Thesaurus ex Thesauro Palatino selectus, il primo catalogo pubblicato di una collezione di antichità di un principe tedesco.

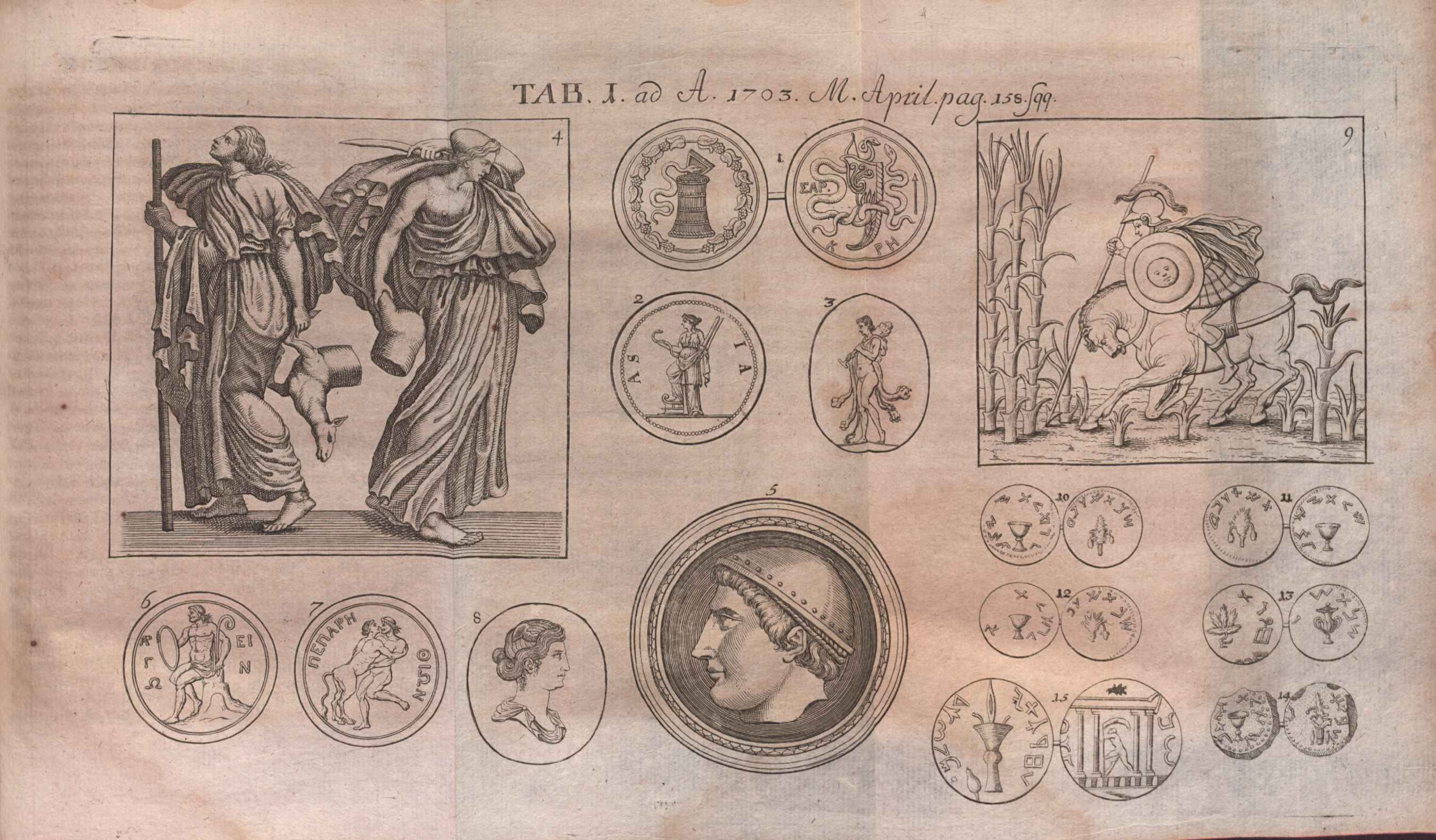
Fig. 1-2: Illustrazioni alla recensione de De numis cretensium serpentiferis... pubblicata sugli Acta Eruditorum del 1703

## Opere
- Kurtze, Doch unpartheyisch- und Gewissenhaffte Betrachtung Deß In dem Natur- und Göttlichen Recht ..., 1679
- Bellum et excidium trojanum, 1679
- Thesaurus ex Thesauro Palatino selectus, 1685 (digitalizzazione della biblioteca della Università di Heidelberg )
- Observationes Et Coniecturae In Numismata Quaedam Antiqua, 1691
- Spicilegium antiquitatis, 1692
- Thesaurus Brandenburgicus selectus, sive gemmarum et numismatum Graecorum, in cimeliarchio electorali Brandenburgico elegantiorum series, commentario illustratae, ... Continuatio sive numismatum Romanorum ... series selecta, ... Volumen tertium continens antiquorum numisnatum et gemmarum, ... rariora, 3 Bände, Coloniae Marchicae 1696–1701 (digitalizzazione della biblioteca della Università di Heidelberg )
- Meleagrides et Aetolia, 1699
- De nummis Cretensium serpentiferis disquisitio antiquaria, 1702[1]
- Numismata pontificum romanorum, 1703
- Numismata Modernorum, Berlin 1704
- Regum et imperatorum romanorum Numismata, 1710